# BC Andorra
Bàsquet Club Andorra S.A., znany również jako MoraBanc Andorra (od nazwy sponsora tytularnego) – drużyna koszykarska z siedzibą w mieście Andora. Mimo iż klub ma siedzibę w Andorze, gra w hiszpańskiej lidze koszykówki ACB. Mecze w roli gospodarza rozgrywa w hali Poliesportiu d’Andorra.
W latach 1992-1996 BC Andorra grała w pierwszej lidze hiszpańskiej, zaliczyła także występ w Pucharze Koracia w sezonie 1995–96. Po spadku i sezonie w Liga Española de Baloncesto klub zrezygnował, i przez jakiś czas rozgrywał jedynie mecze w ramach ligi regionalnej. Powrócił on do Liga ACB w 2014, 18 lat po swoim ostatnim występie na tym poziomie rozgrywek.

## Historia
Klub został założony 12 czerwca 1970 pod nazwą Club de Basket Les Escaldes, a 12 kwietnia 1971 zmienił nazwę na Bàsquet Club Andorra.
BC Andorra rozpoczęła grę w rozgrywkach regionu Lleida, a w sezonie 1975/1976 awansowała do Primera Catalana. W następnym sezonie klub zrezygnował z gry z powodu problemów finansowych, ale ponownie awansował w sezonie 1980/1981. Andorczycy awansowali do trzeciej ligi hiszpańskiej pod koniec sezonu 1981/1982, a do drugiej w sezonie 1983/1984. W sezonie 1985/1986 Andorra awansowała do Primera Division B, a później do ACB, w której grała przez cztery sezony. W sezonie 1995/1996 andorski klub brał udział w Pucharze Koracia. W 1996 klub został zdegradowany do LEB, a w kolejnych sezonach rywalizował na niższych poziomach rozgrywkowych w Katalonii i Hiszpanii (do sezonu 2009/2010, kiedy to BC Andorra uczestniczyła w rozgrywkach LEB Plata).
W sezonie 2012/2013 BC Andorra uczestniczyła w rozgrywkach LEB Oro, koszykarskiej drugiej ligi hiszpańskiej, osiągając awans do fazy play-off i będąc finalistą Copa Príncipe.
W następnym sezonie klub z Andory wygrał Copa Príncipe i awansował do pierwszej ligi hiszpańskiej po tym, jak został zwycięzcą LEB Oro w sezonie 2013/2014.
W 2017 Andorra zakwalifikowała się po raz pierwszy od 22 lat do play-offów ACB, gdzie w ćwierćfinale została wyeliminowana przez Real Madryt. To pozwoliło Andorczykom zagrać w europejskich rozgrywkach w sezonie 2017/2018, kiedy to zameldowali się w EuroCupie. Po pierwszym występie, w którym ekipa andorska została wyeliminowana już w pierwszej rundzie, w swoim drugim występie koszykarze Andorry dotarli do półfinałów.

## Wsparcie
BC Andorra jest jednym z najbardziej znanych klubów koszykarskich w Andorze z liczbą około 1200 członków (socios). W 2014 został założony pierwszy oficjalny fanklub klubu, Penya Tricolor. Niektórzy znani kibice klubu to Albert Llovera, Joaquim Rodríguez, José Luis Llorente, Roberto Dueñas i Cédric Gracia.

## Prezydenci
- Joan Alay: honorowy prezydent (założyciel)
- Magí Maestre: 1970–71 (założyciel)
- Eduard Molné: 1971–90 (założyciel)
- Carles Fiñana: 1990–94
- Manel Arajol: 1994–2007
- Gorka Aixàs: 2007 – obecnie

## Nazwy sponsorskie
BC Andorra miała na przestrzeni lat kilka nazw sponsorskich:
- Festina Andorra: 1991–96
- Quick Andorra: 2000–02
- River Andorra: 2002–2013
- River Andorra MoraBanc : 2013–14
- MoraBanc Andorra: 2014 – obecnie

## Gracze

### Aktualny skład[8]
Aktualizacja: 9 sierpnia 2019

## Sezon po sezonie
| Sezon   | Poziom rozgrywkowy | Nazwa ligi     | Pozycja | W–L   | Copa del Rey    | Inne puchary   | Inne puchary | Zawody europejskie | Zawody europejskie | Zawody europejskie |
| ------- | ------------------ | -------------- | ------- | ----- | --------------- | -------------- | ------------ | ------------------ | ------------------ | ------------------ |
| 1980–81 | 5                  | 1ª Catalana    | 6       |       |                 |                |              |                    |                    |                    |
| 1981–82 | 5                  | 1ª Catalana    |         |       |                 |                |              |                    |                    |                    |
| 1982–83 | 4                  | 3ª División    | 5       |       |                 |                |              |                    |                    |                    |
| 1983–84 | 4                  | 3ª División    | 1       |       |                 |                |              |                    |                    |                    |
| 1984–85 | 3                  | 2ª División    | 6       |       |                 |                |              |                    |                    |                    |
| 1985–86 | 3                  | 2ª División    | 1       |       |                 |                |              |                    |                    |                    |
| 1986–87 | 2                  | 1ª División B  | 22      | 12–22 |                 |                |              |                    |                    |                    |
| 1987–88 | 2                  | 1ª División B  | 20      | 22–20 |                 |                |              |                    |                    |                    |
| 1988–89 | 2                  | 1ª División B  | 10      | 15–15 |                 |                |              |                    |                    |                    |
| 1989–90 | 2                  | 1ª División B  | 5       | 18–12 |                 |                |              |                    |                    |                    |
| 1990–91 | 2                  | 1ª División    | 4       | 21–15 |                 |                |              |                    |                    |                    |
| 1991–92 | 2                  | 1ª División    | 1       | 29–12 |                 |                |              |                    |                    |                    |
| 1992–93 | 1                  | Liga ACB       | 12      | 15–18 | Pierwsza runda  |                |              |                    |                    |                    |
| 1993–94 | 1                  | Liga ACB       | 9       | 20–12 | Pierwsza runda  |                |              |                    |                    |                    |
| 1994–95 | 1                  | Liga ACB       | 8       | 20–20 | Ćwierćfinały    |                |              |                    |                    |                    |
| 1995–96 | 1                  | Liga ACB       | 19      | 11–31 |                 |                |              | 3 Puchar Koracia   | GS                 | 3–7                |
| 1996–97 | 2                  | LEB            | 4       | 21–19 |                 |                |              |                    |                    |                    |
| 1997–98 | 7                  | 3ª Catalana    | 1       |       |                 |                |              |                    |                    |                    |
| 1998–99 | 6                  | 2ª Catalana    | 1       |       |                 |                |              |                    |                    |                    |
| 1999–00 | 5                  | 1ª Catalana    | 1       |       |                 |                |              |                    |                    |                    |
| 2000–01 | 5                  | Copa Catalunya | 7       | 18–12 |                 |                |              |                    |                    |                    |
| 2001–02 | 5                  | Copa Catalunya | 2       | 21–11 |                 |                |              |                    |                    |                    |
| 2002–03 | 5                  | Copa Catalunya | 6       | 17–13 |                 |                |              |                    |                    |                    |
| 2003–04 | 5                  | Copa Catalunya | 4       | 21–9  |                 |                |              |                    |                    |                    |
| 2004–05 | 5                  | Copa Catalunya | 1       | 26–6  |                 |                |              |                    |                    |                    |
| 2005–06 | 4                  | Liga EBA       | 7       | 16–14 |                 |                |              |                    |                    |                    |
| 2006–07 | 4                  | Liga EBA       | 9       | 13–13 |                 |                |              |                    |                    |                    |
| 2007–08 | 4                  | Liga EBA       | 5       | 20–10 |                 |                |              |                    |                    |                    |
| 2008–09 | 4                  | Liga EBA       | 2       | 23–10 |                 |                |              |                    |                    |                    |
| 2009–10 | 3                  | LEB Plata      | 6       | 21–15 |                 |                |              |                    |                    |                    |
| 2010–11 | 3                  | LEB Plata      | 3       | 27–14 |                 | Copa LEB Plata | 2            |                    |                    |                    |
| 2011–12 | 3                  | LEB Plata      | 1       | 19–5  |                 | Copa LEB Plata | 2            |                    |                    |                    |
| 2012–13 | 2                  | LEB Oro        | 3       | 30–10 |                 | Copa Príncipe  | 2            |                    |                    |                    |
| 2013–14 | 2                  | LEB Oro        | 1       | 21–5  |                 | Copa Príncipe  | 1            |                    |                    |                    |
| 2014–15 | 1                  | Liga ACB       | 14      | 12–22 |                 |                |              |                    |                    |                    |
| 2015–16 | 1                  | Liga ACB       | 14      | 12–22 |                 |                |              |                    |                    |                    |
| 2016–17 | 1                  | Liga ACB       | 8       | 17–18 | Quarterfinalist |                |              |                    |                    |                    |
| 2017–18 | 1                  | Liga ACB       | 6       | 20–17 |                 |                |              | 2 EuroCup          | RS                 | 3–7                |
| 2018–19 | 1                  | Liga ACB       | 10      | 16–18 |                 |                |              | 2 EuroCup          | SF                 | 13–8               |

## Trofea i nagrody

### Trofea
- Mistrzostwo 2. ligi: (2)
  - 1ª División B: (1) 1992
  - LEB Oro : (1) 2014
- Mistrzostwo 3. ligi: (1)
  - LEB Plata : (1) 2012
- Lliga Catalana : (1)
  - 2018 r.
- Lliga Catalana LEB Oro : (1)
  - 2013
- Lliga Catalana LEB Plata : (1)
  - 2010 r.
- Lliga Catalana EBA : (3)
  - 1989, 1990, 1992
- Copa Príncipe : (1)
  - 2014

### Nagrody indywidualne
LEB Oro MVP
- Jordi Trias - 2014

All-ACB Team
- Giorgi Shermadini - 2017

All-LEB Oro Team
- Marc Blanch - 2013, 2014
- Jordi Trias - 2014

## Znani gracze
- Carlos Farfán
- David Navarro
- Pere Práxedes
- Thomas Schreiner
- Joaquín Arcega
- Quino Colom
- José Luis Llorente
- Josep Maria Margall
- Víctor Sada
- Jordi Trias
- Enrique Villalobos
- Francisco Zapata
- Giorgi Shermadini
- Georgios Bogris
- Thanasis Antetokounmpo
- Vojdan Stojanovski
- José "Piculín" Ortiz
- Eric Anderson
- Rickey Brown
- Dan Godfread
- Conner Henry
- Jerrod Mustaf
- Andy Toolson